# Rise of the Tyrant
Rise of the Tyrant è il settimo album in studio del gruppo musicale svedese Arch Enemy, pubblicato il 24 settembre 2007 dalla Century Media Records.

## Tracce
1. Blood on Your Hands – 4:41
2. The Last Enemy – 4:15
3. I Will Live Again – 3:32
4. In This Shallow Grave – 4:54
5. Revolution Begins – 4:11
6. Rise of the Tyrant – 4:33
7. The Day You Died – 4:52
8. Intermezzo Liberté – 2:51
9. Night Falls Fast – 3:18
10. The Great Darkness – 4:46
11. Vultures – 6:35

Traccia bonus nell'edizione giapponese
1. The Oath – 4:16 – originariamente interpretata dai Kiss

## Formazione
- Angela Gossow – voce
- Michael Amott – chitarra
- Christopher Amott – chitarra
- Sharlee D'Angelo – basso
- Daniel Erlandsson – batteria